# План полёта
План полёта — сведения о намеченном полёте или части полёта воздушного судна, предоставляемые перед вылетом органу управления воздушным движением.
Во многих странах план полёта обязателен только при полётах по правилам полёта по приборам, однако рекомендуется к заполнению и при полётах по правилам визуальных полётов.

## Содержание плана полёта
План полёта заполняется по определённой форме в виде бланка, и содержит следующую информацию:
1. Обозначение самолёта. См. Позывной сигнал, Регистрация воздушных судов
2. Правила полёта и тип самолёта.
3. Количество и тип(ы) самолётов.
4. Категория спутной турбулентности.
5. Оборудование.
6. Аэродром вылета.
7. Расчетное время.
8. Крейсерская скорость.
9. Крейсерский эшелон.
10. Маршрут полёта.
11. Аэродром прибытия.
12. Общее расчетное время полёта.
13. Запасные аэродромы.
14. Запас топлива.
15. Общее число лиц на борту.
16. Аварийное и спасательное оборудование.
17. Прочая информация.

## RPL (Повторяющийся план полёта)
План полёта выполняемого регулярно отдельного полёта с одинаковыми основными элементами.